# 地質学

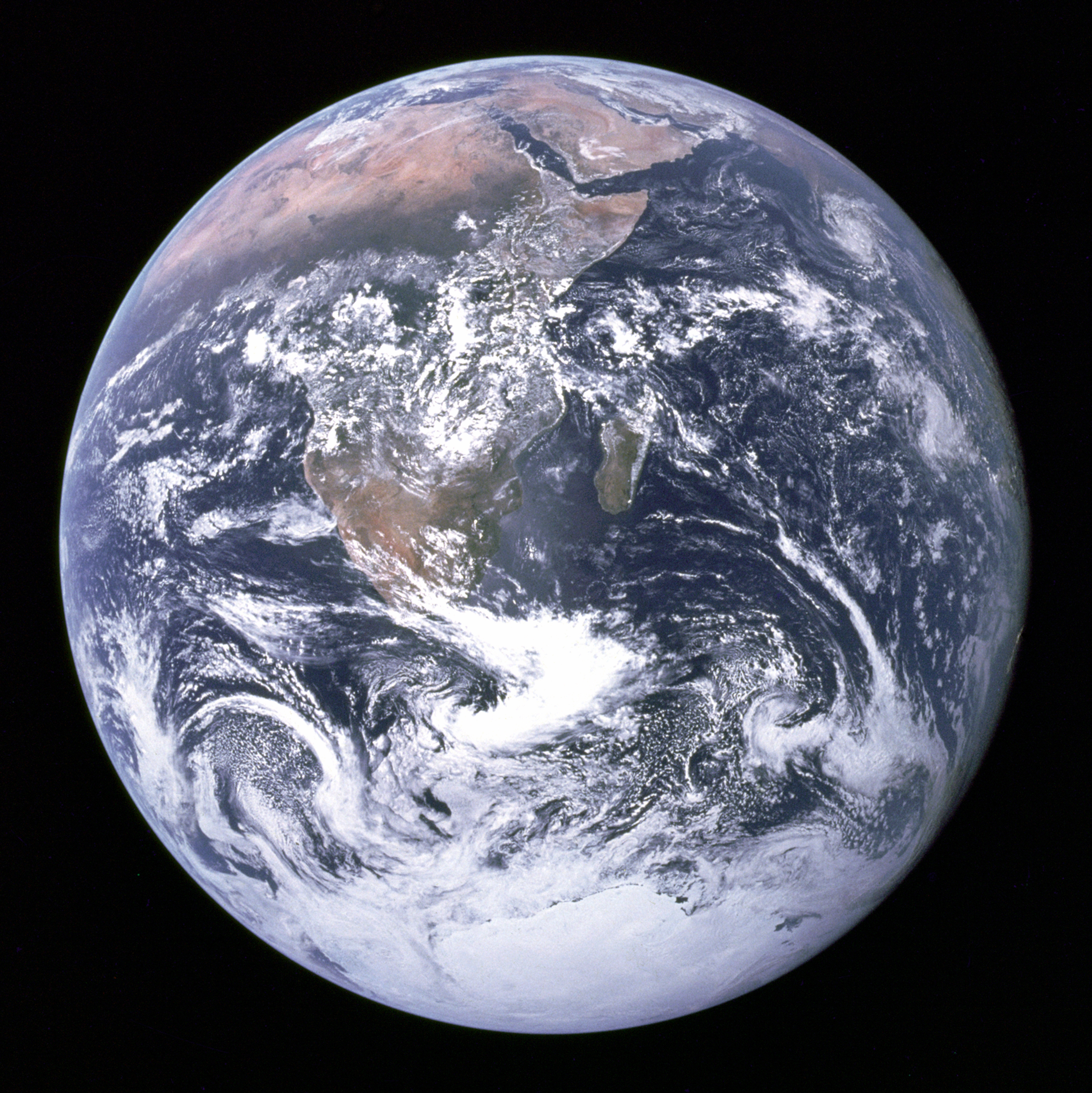
地球の外観

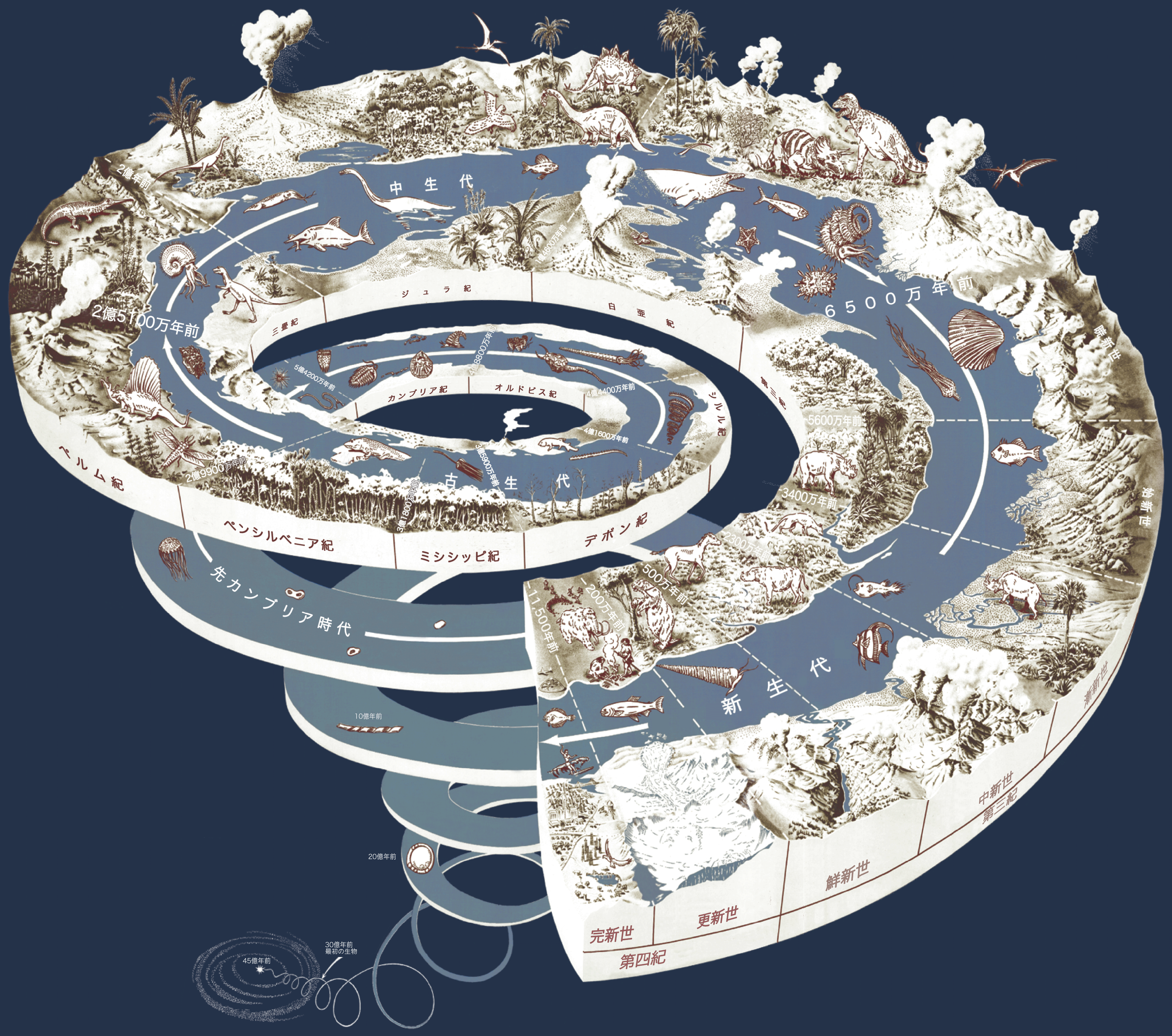
地質学時標図

地質学（ちしつがく、英: geology）とは、地面より下（生物起源の土壌を除く）の地層・岩石を研究する、地球科学の学問分野である。広義には地球化学を含める場合もある。
1603年、イタリア語でgeologiaという言葉がはじめてつかわれた。当時はまれにしか使用されていなかったが、1795年以降一般に受け入れられた。

## 分野
地質学は一般地質学（英: physical geology）と地史学（英: historical geology）の2つに大別される。さらに以下の分野に細分される（これらの分野に含まれない、または複数の分野にまたがる境界領域もある）。
層序学（stratigraphy）
地層のできた順序（新旧関係）を研究する分野。地層累重の法則に基づき、主に野外調査と地質図学（幾何学）、場合によっては古生物学（例えばコノドント）や火山テフラによる時代や、年代測定（例えば、放射年代測定）による年代の挿入をもちいて地層の重なりを復元する。
堆積学（sedimentology）
泥・砂・礫・火山灰などの物質が運ばれて堆積する過程を研究する分野。流体力学などの物理学的手法を主に利用する。
構造地質学（structural geology）
地層や岩石の変形を研究する分野。鉱物を構成する分子の相転移から、褶曲や断層、プレートテクトニクスまで、さまざまな規模の変形、構造を扱う。層序学・幾何学・物理学の手法を主に利用する。
地史学（historical geology）
他の手法をすべて駆使して、ある地域、または地球全体の、地層がたどってきた歴史を研究する分野。
古生物学（paleontology）
過去の生物（古生物）を研究する分野。主に化石を調べることにより、過去の生物の形態・分類・生態・分布・進化を研究する。生物学にもまたがる分野である。化石の時代や棲息環境などを知るために層序学・堆積学の手法も利用する。
岩石学（petrology）
岩石そのものを研究する分野。岩石を構成する物質は何か、どうやって岩石になったのか、などを化学・物理学の手法で調べる。
鉱物学（mineralogy）
鉱物を研究する分野。鉱物の成分や結晶構造、成因（できかた）などを、化学・物理学の手法で調べる。化学（地球化学）、物理学、結晶学、地球物理学、材料科学などと地質学との境界領域にある学問分野である。
鉱床学（economic geology）
鉱床を研究する分野。主に鉱物学・岩石学の手法を用いるほか、構造地質学や地球化学、鉱床の種類によっては堆積学の手法を利用する。
火山学（volcanology）
火山を研究する分野。層序学・堆積学・岩石学・鉱物学のほか、地球物理学・地球化学の手法も駆使するため、地質学とは独立に扱われる場合もある。
地質図学（geological mapping）
独立した分野として扱われることはあまりないが、地質図の描きかたや読み取りかたには一定のルールがある。基本は幾何学。
応用地質学（applied geology、engineering geology）
地質学の成果を工学的に応用する分野。かつての日本では鉱山に関する学問との関連が深かったが、現在では建築・土木などとの関連が深い。最近は環境学、林学、防災との親和性も強まってきている。
石油地質学（petroleum geology）
地質学の成果を工学的に応用するという点では応用地質学の範疇に入るが、特に石油探鉱や油ガス田の成因を扱う場合、石油地質学と称される。

## 歴史
地球や山の成因に関しては、古代より多くの人々が考察を重ねてきた。1669年にはデンマークのニコラウス・ステノ（ニールス・ステンセン）が『固体の中に自然に含まれている固体についての論文への序文』を著し、この中で地層が水によって堆積したこと、このため地層は成立時は水平であり、横方向に連続しており、さらに下から上に向かって堆積する、いわゆる地層累重の法則を提唱した。これによりステノは層序学の祖とされている。18世紀後半には岩石や山岳の成因について、山岳は堆積によるものとする水成論と、アントン・モーロらが提唱した、山岳は火山活動によるものとする火成論の2つの説が生まれた。18世紀末にはアブラハム・ゴットロープ・ウェルナーらが水成論を、ジェームズ・ハットンらが火成論を提唱した。ハットンは過去に作用した過程は現在観察されている過程と同じだろうという斉一説を唱えたものの、フランスではジョルジュ・キュヴィエによって、地層や化石の変遷を天変地異によるものとする天変地異説が唱えられ、一時有力な学説となった。また、地球の成立時期についてはそれまでヨーロッパにおいては聖書に拠るものが主流であったが、ジョルジュ＝ルイ・ルクレール・ド・ビュフォンは1778年に『自然の諸時期 Les Epoques la Nature』を刊行し、この中で地球の年齢をおよそ75000年と推定した。1815年にはウィリアム・スミスがイギリス全土の地質図を完成させた。18世紀末から19世紀初頭にかけてはこうした優れた学者たちによって重要な発見が相次ぎ、近代地質学が確立された。1830年から1833年にかけてはチャールズ・ライエルが『地質学原理』を発行し、このなかで斉一説が唱えられたことでこの説が主流となった。
地質学の基礎はこうして確立されたものの、造山運動の原因や古生物の分布などいくつかの部分で不可解な部分が残されていた。造山運動の説明としては地向斜説、生物分布としてはかつてその地域に陸地があって離れた2点間をつないでいたとする陸橋説が唱えられていたものの、いずれも不備が多いものだった。これを説明するため、ドイツのアルフレート・ヴェーゲナーが1912年に大陸が移動したという、いわゆる大陸移動説を発表したものの、大陸移動の原因が説明できなかったため彼の生存中は有力説とはならなかった。しかしその後、1944年にアーサー・ホームズが発表したマントル対流説によって大陸移動の原動力を地球内部の熱対流に求めることが可能となり、さらに1950年代に入ると古地磁気学の研究がによって磁北移動の軌跡が導き出され、それが大陸移動説と合致したため、大陸移動説は復活した。さらにその後、1962年にハリー・ハモンド・ヘスやロバート・ディーツが海洋底拡大説を唱えるなど理論が出そろい、これらの理論を統合する形で1968年にプレートテクトニクス理論が完成した。